# Vista al Sol
Vista al Sol ou Vista Al Sol est l'une des onze paroisses civiles de la municipalité de Caroní dans l'État de Bolívar au Venezuela. Sa capitale est Ciudad Guayana, chef-lieu de la municipalité et conurbation de plusieurs villes dont elle constitue l'une des paroisses à l'est de San Félix, sur la rive droite du río Caroní.

## Géographie

### Situation
La paroisse civile est située au centre-est de la municipalité de Caroní.

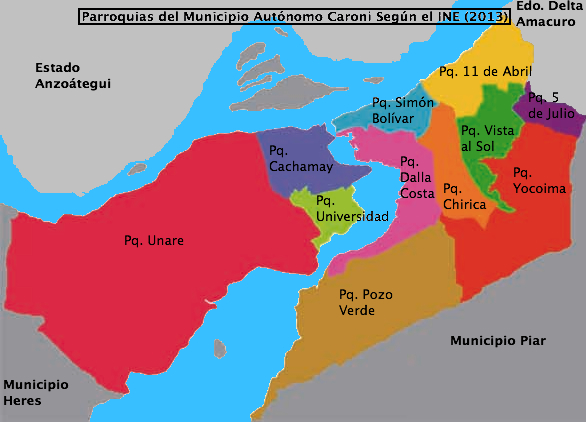
Carte des paroisses civiles de la municipalité de Caroní.

### Démographie
Paroisse urbaine de Ciudad Guayana, Vista al Sol est divisée en plusieurs quartiers de la ville de San Félix :
- Cristóbal Colón
- El Platanal
- Inés Romero
- La Victoria
- Las Morucas
- Libertador (Cista
- Trapichito
- Vista Al Sol